# Simaluaya
Simaluaya is een bestuurslaag in het regentschap Nias Selatan van de provincie Noord-Sumatra, Indonesië. Simaluaya telt 298 inwoners (volkstelling 2010).